# Planica (gmina Kranj)
Planica – wieś w Słowenii, w gminie miejskiej Kranj. W 2018 roku liczyła 79 mieszkańców. 